# Quaero
Quaero (lat. Jag söker efter) är ett europeiskt sökmotorprojekt som presenterades av den franske presidenten Jacques Chirac i april 2005 och planerades att lanseras i januari 2006.
Det är ett samarbete mellan Thomson, France Télécom, Deutsche Telekom, Thales, Bertin Technologies, Exalead, Jouve, LTU, Vecsys och Vocapia Research samt flera utbildningssäten i Tyskland och Frankrike. Quaero ska fokusera på multimediainriktade sökningar till skillnad från det traditionella textbaserade sökandet som exempelvis Google och Yahoo använder.